# Sober (Inna)
Sober è un singolo promozionale della cantante rumena Inna, pubblicato il 6 maggio 2020.

## Video musicale
Il video musicale, diretto da Bogdan Păun, è stato pubblicato in concomitanza con l'uscita del singolo.

## Tracce
1. Sober – 2:42